# Austin Hedges
Austin Charles Hedges (San Juan Capistrano, California, 18 de agosto de 1992), más conocido como Austin Hedges, es un jugador profesional estadounidense de béisbol que se desempeña en la posición de cácher en Cleveland Guardians, equipo de las Grandes Ligas de Béisbol (MLB).

## Carrera
Hedges hizo su debut en la MLB con el equipo San Diego Padres, en el cual jugó seis temporadas (2015-2020), después pasó a Cleveland Guardians (2020-2022), luego a Pittsburgh Pirates (2023), posteriormente a Texas Rangers (2023), y finalmente, regresó a Cleveland Guardians, donde lleva jugando una temporada.